# Eubolepia
Eubolepia is een geslacht van vlinders van de familie spaandermotten (Blastobasidae).

## Soorten
- E. anomalella Dietz, 1910
- E. elucidella Heinrich, 1920
- E. gargantuella Heinrich, 1920